# Rhithrodytes agnus
Rhithrodytes agnus é uma espécie de escaravelho da família Dytiscidae.
É endémica de Portugal.